# Landshut (stad)
Landshut is een kreisfreie Stadt in de Duitse deelstaat Beieren. De stad telt 73.065 inwoners (31 december 2020) op een oppervlakte van 65,79 km².

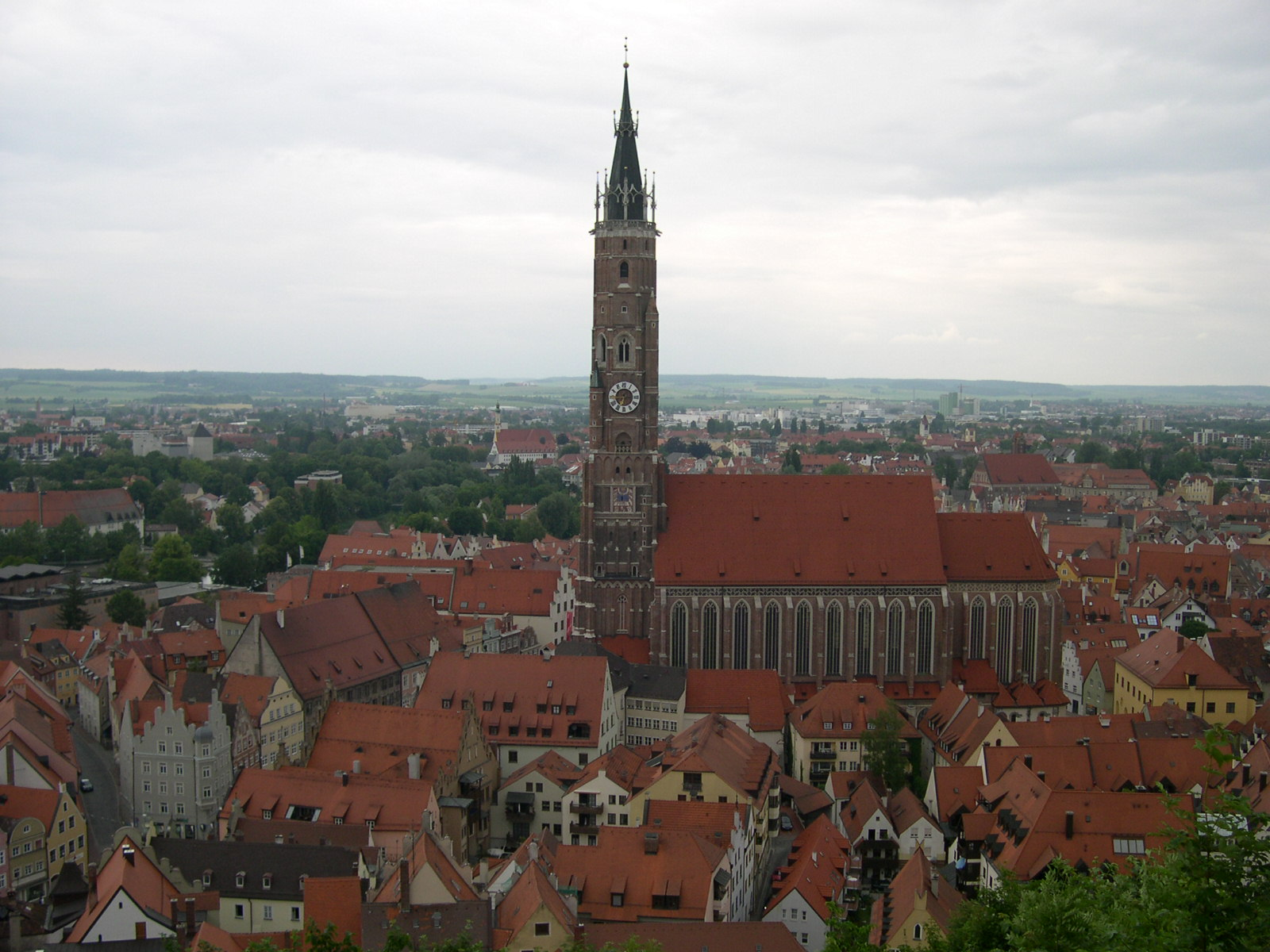
Panorama van Landshut met de Martinskirche

De gotische Martinskirche heeft een 130,6 meter hoge toren die de hoogste bakstenen kerktoren ter wereld is.

## Indeling van de stad

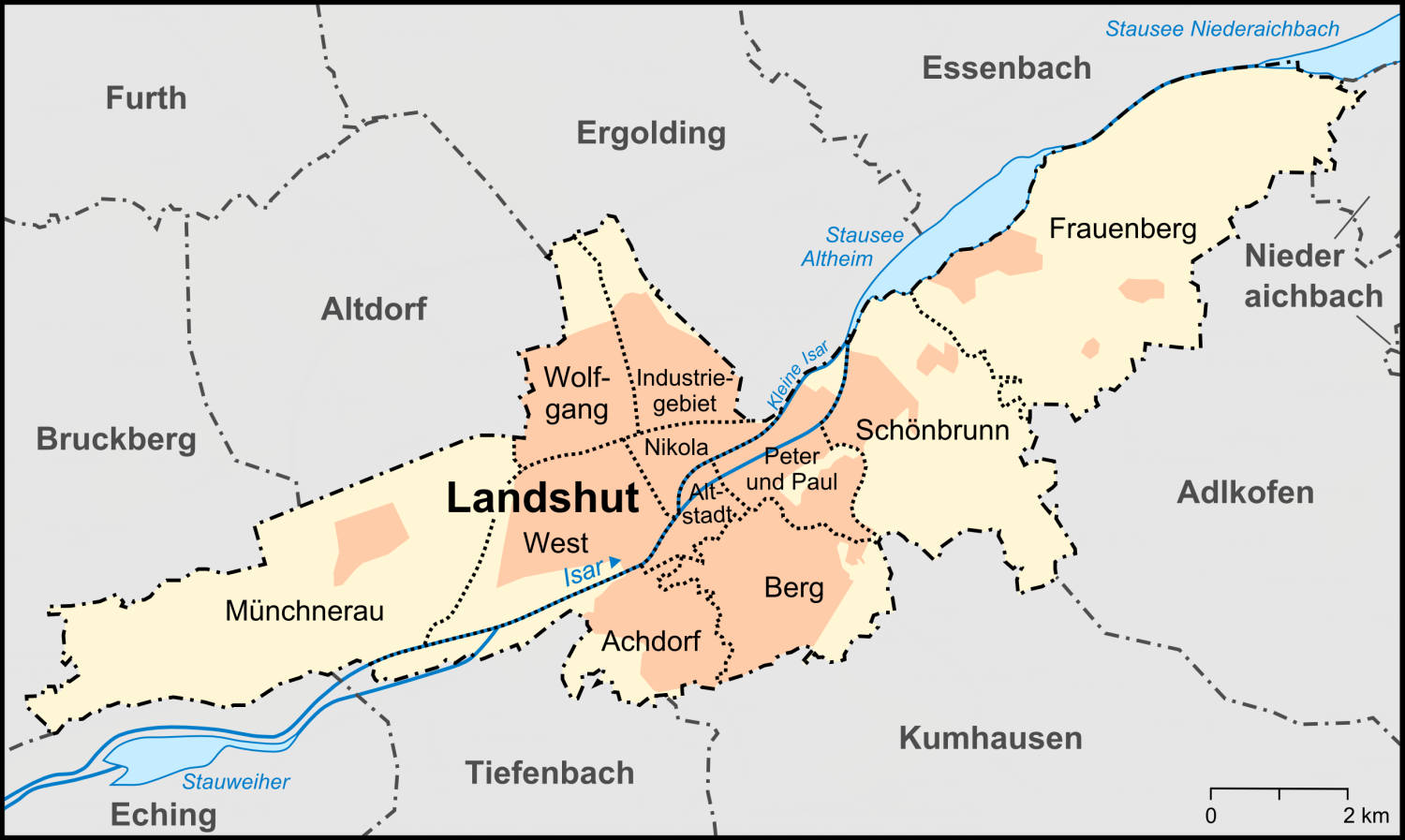
De 11 Stadtteile van Landshut
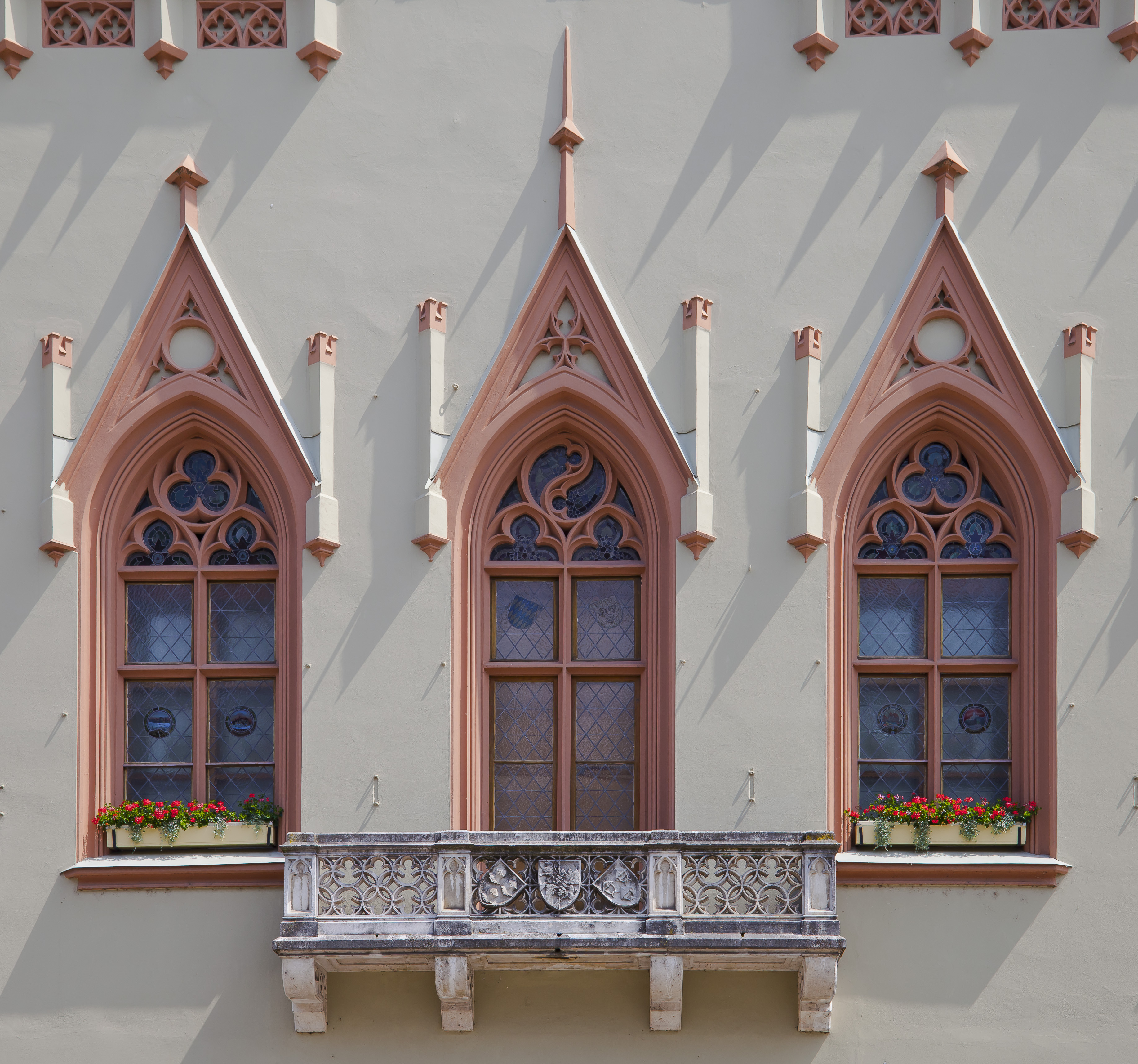
Bordes van het oude stadhuis

De gemeente wordt bestuurd vanuit twee gebouwen, het historische stadhuis in de binnenstad en een modern kantoorgebouw aan de Luitpoldstraße, tussen het centrum en het station gelegen. De beide gebouwen worden als Rathaus 1, respectievelijk Rathaus 2 aangeduid.
De gemeente Landshut bestaat uit de volgende 11 stadsdelen:
| Nr. | Stadsdeel       | Oppervlakte (ha) | Aantal inw. (31-12-2018) | Inw./km² | Opmerkingen                         |
| --- | --------------- | ---------------- | ------------------------ | -------- | ----------------------------------- |
| 01  | Altstadt        | 100              | 4672                     | 4670     | historische stadskern               |
| 02  | Nikola          | 139              | 11284                    | 8120     | tussen Altstadt en centraal station |
| 03  | West            | 533              | 11144                    | 2090     | ten N. van de Isar                  |
| 04  | Wolfgang        | 340              | 10674                    | 3140     | ten N. van het centraal station     |
| 05  | Industriegebiet | 311              | 3911                     | 1260     |                                     |
| 06  | Peter und Paul  | 308              | 9074                     | 2950     |                                     |
| 07  | Schönbrunn      | 898              | 4414                     | 490      | Stadsdeel sedert 1 juli 1972        |
| 08  | Frauenberg      | 1582             | 3082                     | 190      | Stadsdeel sedert 1 juli 1974        |
| 09  | Berg            | 530              | 4888                     | 920      | Stadsdeel sedert 1 april 1928       |
| 10  | Achdorf         | 459              | 7294                     | 1590     | Stadsdeel sedert 1 april 1928       |
| 11  | Münchnerau      | 1381             | 1954                     | 140      | Stadsdeel sedert 1 januari 1972     |
|     | Landshut        | 6581             | 72391                    | 1100     |                                     |

## Geografie
Landshut ligt aan de rivier de Isar. Het stadsgebied strekt zich 21 kilometer van west-zuidwest naar oost-noordoost uit door dit dal, waarin zich talrijke stuwmeren bevinden. Ter bestrijding van overstromingsgevaar loopt door Landshut ook een ongeveer 7 km lange overstromingsgeul, de Flutmulde Landshut. Als deze Flutmulde geen water hoeft te bevatten, is zij een populair recreatiegebied. De stad ligt in een door het dal van de Isar doorsneden middelgebergte, dat de naam Unterbayrisches Hügelland draagt. Dit heuvelland ontstond in de geologische periode Tertiair. De hoogste heuvel in de gemeente Landshut is de 505 meter hoge Hofberg.

### Grote steden in de omgeving van Landshut
- München, 65-75 km ZW (ten zuidwesten van Landshut)
- Regensburg, 70 km N
- Straubing, 70 km NNO
- Deggendorf, 75 km NO
- Passau, 120 km O
- Rosenheim, 90 km Z

## Verkeer en vervoer

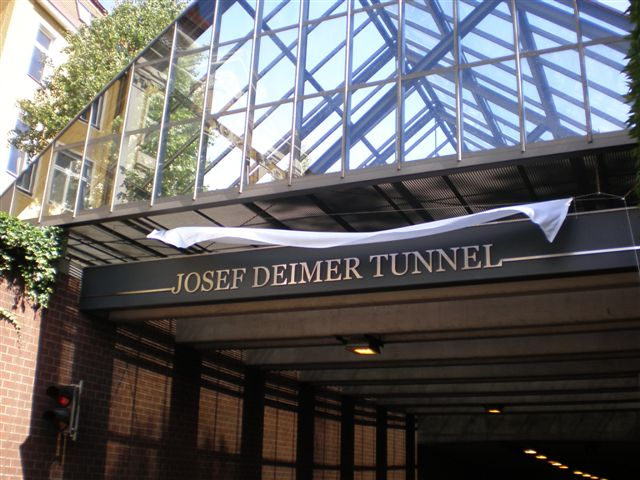
Ingang Josef-Deimer-Tunnel
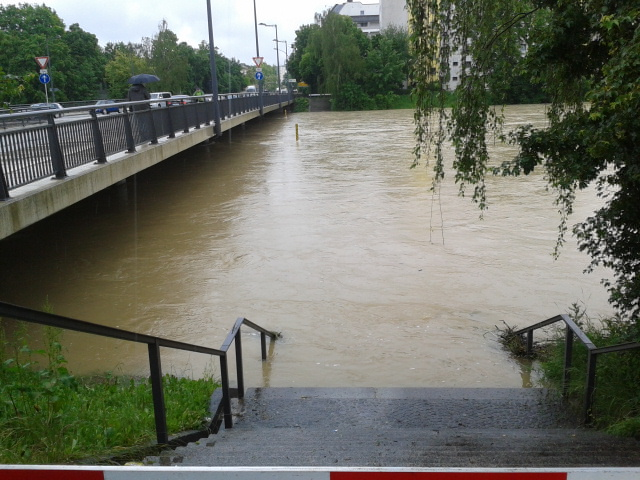
Brug in de Flutmulde Landshut tijdens hoogwater in 2013
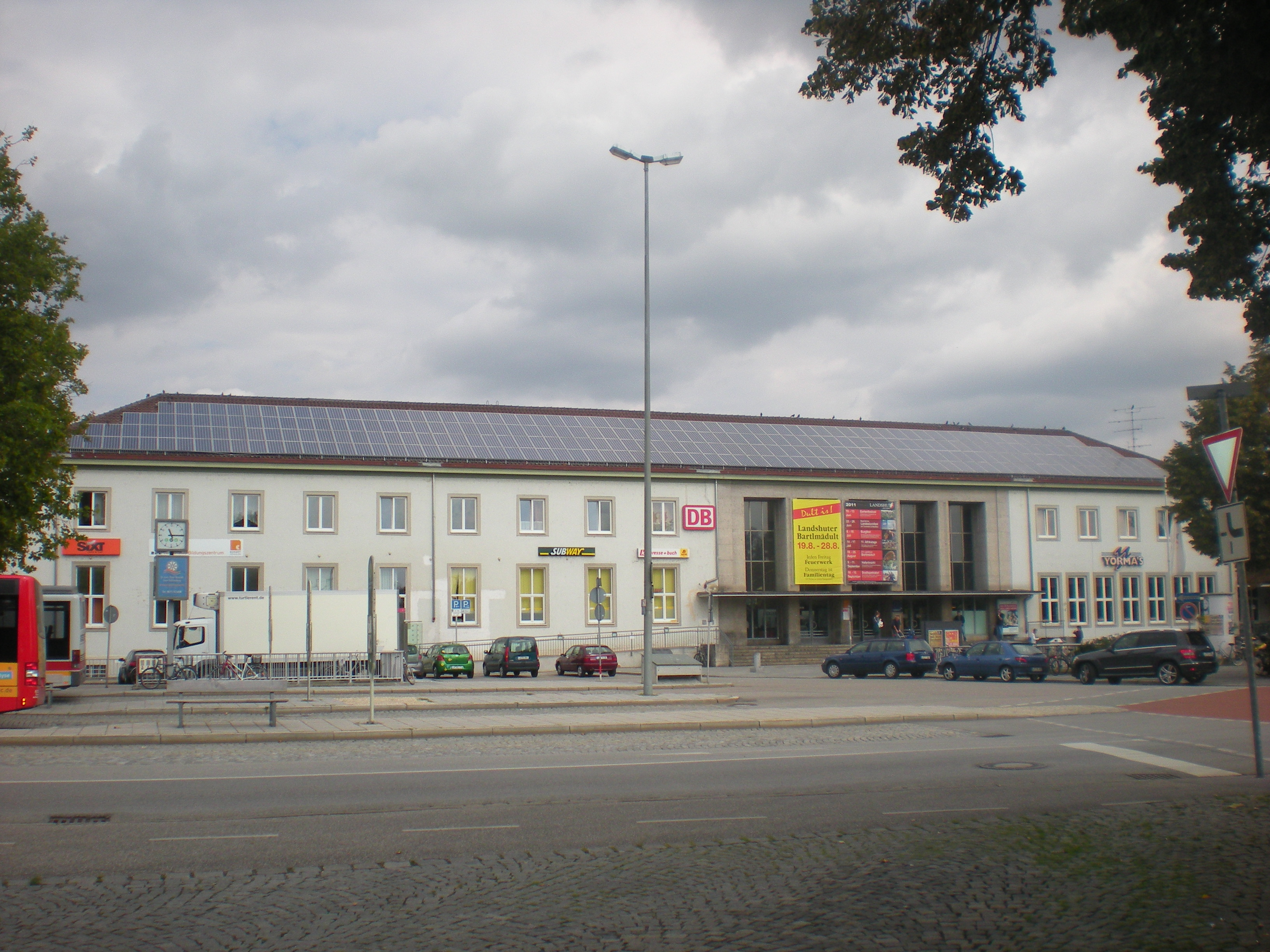
Station
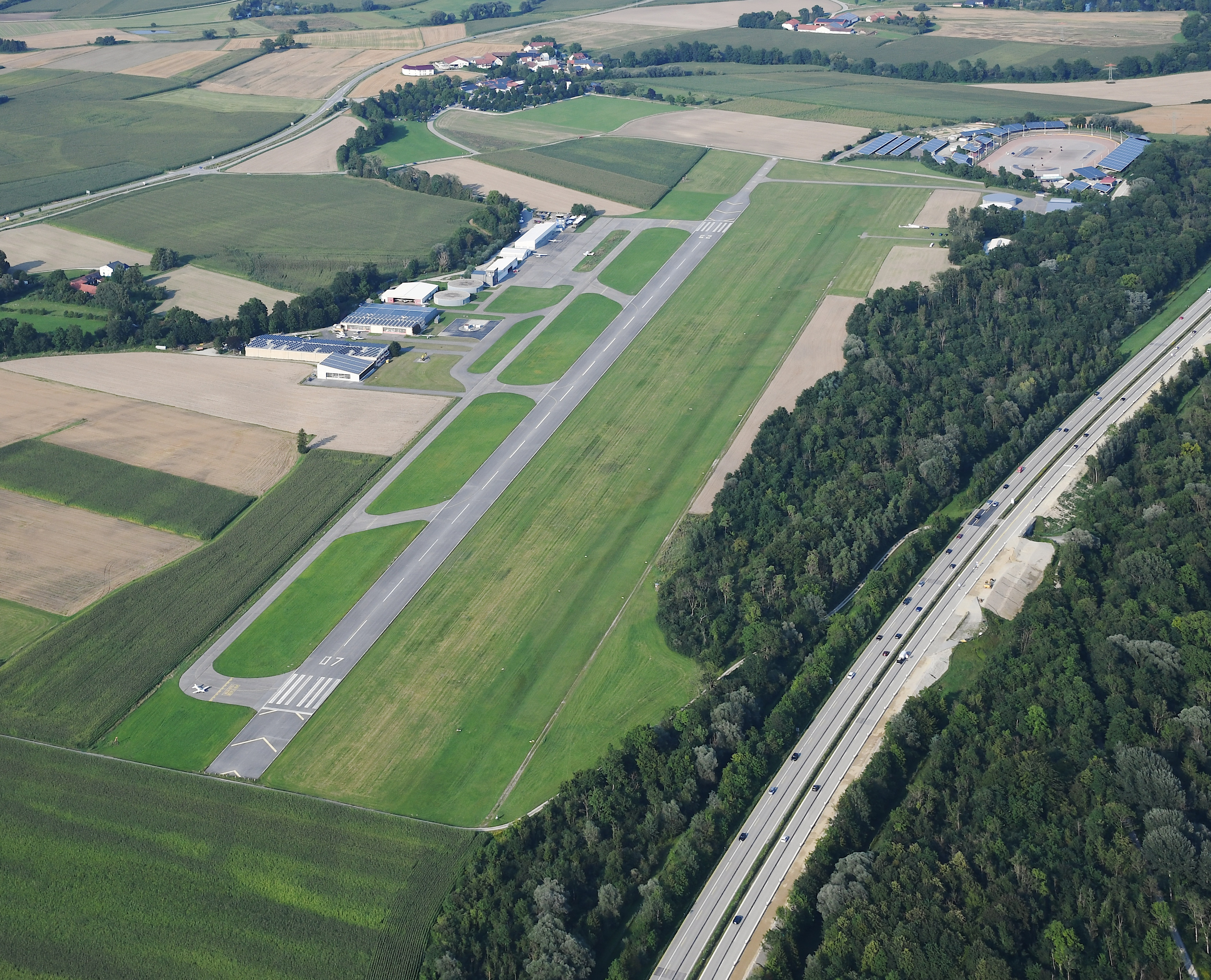
Vliegveld

Ten noordwesten van Landshut loopt de Autobahn A92. Van zuidwest naar noordoost kan men de stad vanaf de afritten 12 t/m 15 bereiken. De Bundesstraßen B15n, een expresweg of autoweg, B15 (Hof-Landshut-Rosenheim), B11 München-Landshut-Deggendorf en B299 (Amberg-Landshut-Altenmarkt) doen de stad aan. Een probleem is, dat het doorgaande verkeer op diverse plaatsen in en om Landshut de Isar over vaak verouderde verkeersbruggen moet oversteken. Weliswaar bood de in 1999 onder de heuvel Hofberg en onder Kasteel Trausnitz door gelegde Josef-Deimer-Tunnel enig soelaas, maar Landshut is anno 2023 nog een berucht file-knelpunt. Er bestaan plannen, om omstreeks 2030 nieuwe rondwegen om de stad aan te leggen.
Vanuit Station Landshut kan men per stoptrein reizen naar o.a. München Hauptbahnhof, Regensburg Hauptbahnhof, Plattling en Neumarkt-Sankt Veit. Aan deze laatste lokaalspoorlijn ligt ook nog het stationnetje Landshut Süd.
De stad heeft een met 13 lijnen middelgroot stadsbusnet. Streekbussen rijden overwegend alleen op werkdagen in de spitsuren.
Landshut heeft sinds 1962 een klein, voor helikopters, sport-, hobby- en kleine zakenvliegtuigjes bedoeld vliegveld, Verkehrslandeplatz Landshut-Ellermühle. Het heeft IATA-code QLG en ICAO-code EDML. Het 400 meter boven de zeespiegel gelegen veld bevindt zich 8 kilometer ten zuidwesten van de stad. De geografische coördinaten luiden: 48 graden, 30 minuten en 42 seconden noorderbreedte; 12 graden, 2 minuten en 0 seconden oosterlengte. Het veld heeft één verharde start- en landingsbaan van 900 x 23 meter. In 2021 is o.a. de verkeerstoren van het vliegveld gerenoveerd. Er is een vliegschool aanwezig, alsmede een reparatiebedrijf voor helikopters en kleine vliegtuigen.

## Economie
Van internationale betekenis is de fabriek van BMW (hoofdzakelijk auto-onderdelen). Deze staat op een groot industrieterrein, dat gedeeltelijk in de buurgemeente Ergolding ligt. Een andere grote fabriek in Landshut, EBM-Papst, maakt ventilatoren en elektromotoren. Het concern Schott AG heeft te Landshut een fabriek van glazen verpakkingsmiddelen.
Op het terrein van een voormalige kazerne is in 2003 het 7 hectare grote Messegelände of Messepark Landshut, jaarbeursterrein, ingericht. De beurzen en evenementen, die hier gehouden worden, zijn van overwegend regionaal belang.
In steen- en kleigroeves te Landshut en omgeving wordt bentoniet gewonnen. Dit mineraal ontstond in deze streek waarschijnlijk als gevolg van de Ries-inslag, 15 miljoen jaar geleden.
Binnen de dienstensector zijn voor de werkgelegenheid de volgende instellingen van betekenis:
- enige ziekenhuizen, waarvan het Klinikum Landshut met meer dan 550 bedden en 1.300 personeelsleden het grootste is;
- de in 1978 opgerichte hogeschool Hochschule für angewandte Wissenschaften, HAW, met anno 2022 meer dan 4.500 studenten, waar men o.a. informatica, economie, elektrotechniek (op ingenieursniveau) en sociaal werk kan studeren;
- talrijke regionale ambtelijke instellingen, alsmede regio-kantoren van banken en verzekeringsmaatschappijen;
- enige regionale kranten en radio- en televisiezenders;
- het Amtsgericht en enige andere rechterlijke instanties, alsmede de stedelijke gevangenis.

## Geschiedenis

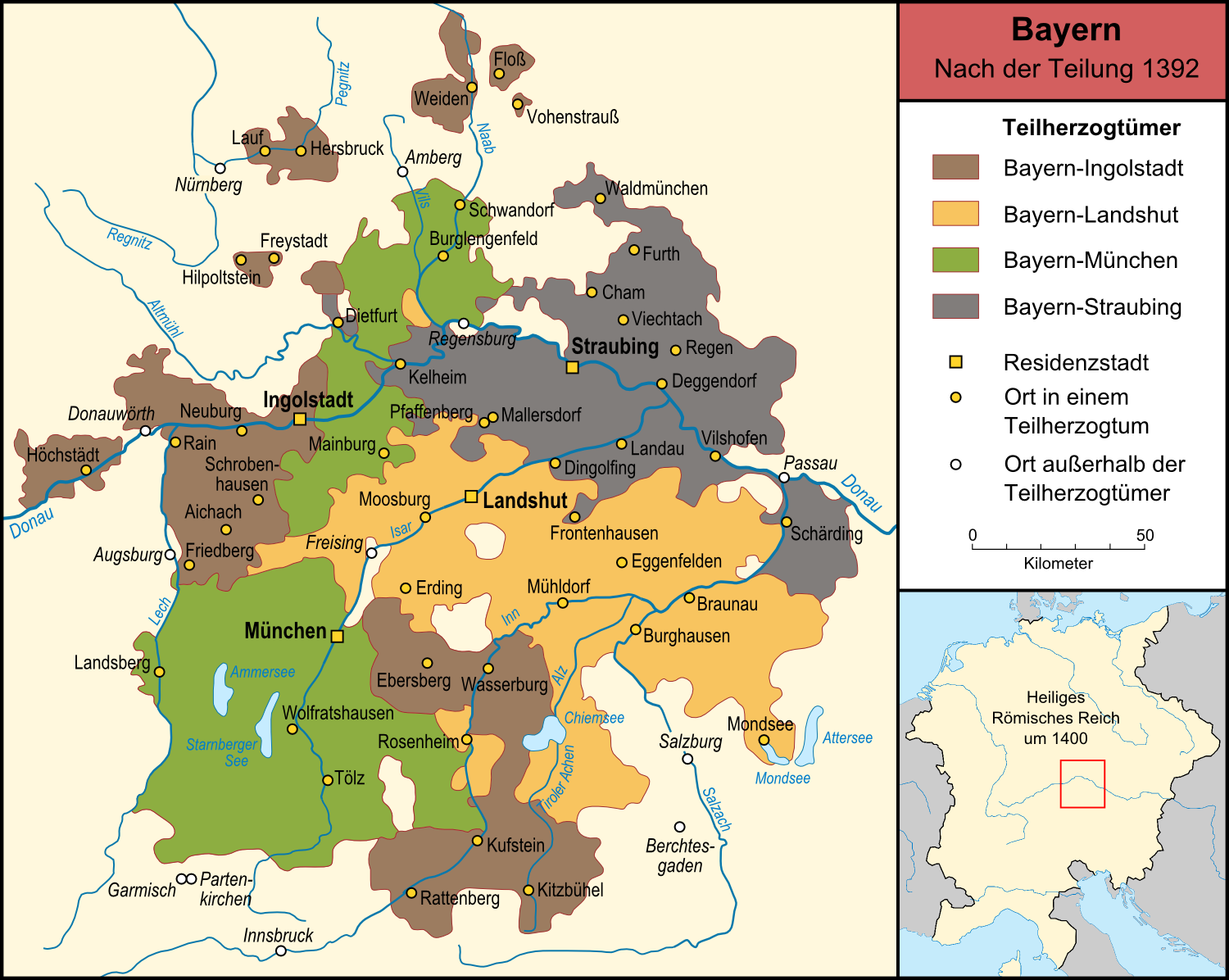
Beieren na de verdeling in 1392; Beieren-Landshut in het geel
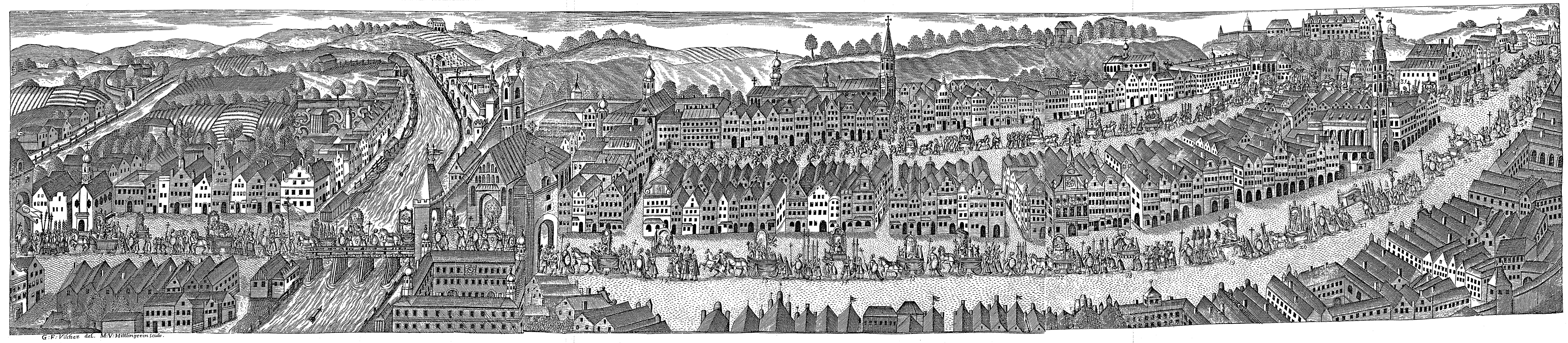
Landshut in 1733 (Sacramentsprocessie)

De locatie van de huidige stad Landshut wordt sinds ongeveer 5500 jaar vóór de jaartelling bewoond. Sinds 15 v.Chr. lag dit dunbevolkte gebied in het Romeinse Rijk. In de 6e eeuw vestigden zich hier de Bajuwaren. Landshuts buurdorp Ergolding was één van hun nederzettingen. Mogelijk tussen 900 en 1200 ontstond hier een dorp van handelaars en boeren rondom twee bruggetjes over de Isar, die hier uit twee smalle waterlopen bestond,  met daartussenin het eiland dat later Mühleninsel zou gaan heten.
De oudste historische vermelding van de stad (Landeshuata) dateert van rond 1150. In 1204 stichtte hertog Lodewijk de Kelheimer bij de in zijn opdracht gebouwde burcht Trausnitz de stad Landshut.  In de middeleeuwen, en wel in 1392, raakte het Hertogdom Beieren in 4 deelhertogdommen onderverdeeld. Dit waren Beieren-Straubing, Beieren-Ingolstadt,  Beieren-München en Hertogdom Beieren-Landshut. Van dit laatste werd Landshut de hoofdstad en residentie. In de 13e eeuw ontstond de Altstadt, oude stad, die geheel bestond uit een langgerekt plein, waar ambachts- en kooplieden hun huizen en ondernemingen bouwden. Dit plein bestaat tot op de huidige dag voort. Het getuigt van de grote economische bloei van de stad in de periode van plm. 1380-1500, toen  in Landshut ook de handel in zout bloeide.  Een schaduwzijde was een verdrijving van alle joden uit de stad. In 1232 stichtten nonnen van de cisterciënzers te Landshut het klooster Seligenthal. De uit 1259 daterende kloosterkerk van deze abdij werd rond 1734 in laatbarok/vroege rococostijl verbouwd. Het klooster functioneert anno 2023 nog steeds als zodanig. Veel kloosterzusters zijn in het onderwijs werkzaam.
Na de Landshuter Successieoorlog (1503-1505), waarin de stad na een bombardement in 1504 werd onderworpen aan het Hertogdom Beieren-München, en de Reformatie, waarbij de stad overigens overwegend rooms-katholiek bleef, trad verval in. Ook de Dertigjarige Oorlog teisterde Landshut zwaar. Vooral aanvallen door Zweedse troepen in 1632 en 1634  en een daarop volgende pestepidemie hadden rampzalige gevolgen. Pas in de 18e eeuw trad weer herstel van de economische situatie in. Dit werd onderbroken door de Napoleontische tijd, waarin talrijke kloosters werden geseculariseerd.
Van 1800 tot 1826 was de Ludwig Maximilians-Universiteit, die sinds dat laatste jaar te München zetelt, in Landshut gevestigd. 
Tegen het einde van de Tweede Wereldoorlog had de nazi-regering de Organisation Todt bevolen, voor bouw- en later herstelwerkzaamheden een Außenlager van het concentratiekamp Dachau in Landshut in te richten. In dit kamp hebben begin 1945 ongeveer 500 joden onder onmenselijke omstandigheden extreem zware dwangarbeid moeten verrichten. Ten minste 83 mensen overleefden dit niet. Op 19 maart 1945 werd het station en het spoorwegemplacement van Landshut door geallieerde luchtaanvallen verwoest. Daarbij vielen tussen de 300 en 400 doden.
In oktober 1961 verwoestte een grote brand een belangrijk deel van de waardevolle inventaris van Kasteel Trausnitz. Gelukkig vielen er bij deze brand geen dodelijke slachtoffers.
Meer schade dan tijdens de Tweede Wereldoorlog werd bij stadssaneringen tussen plm. 1968 en 1975 aangericht aan historische gebouwen. Veel oude huizen werden, naar de mode van die tijd, gesloopt en door nieuwbouw vervangen.
Van 1984 tot 1993 is tevergeefs geprobeerd de binnenstad van Landshut tot UNESCO- wereldcultuurerfgoed te laten verklaren. Pas in 1999 verdween het drukke, doorgaande verkeer van de Altstadt, toen de Josef-Deimer-Tunnel voor het verkeer werd opengesteld.
Aan het eind van de 20e eeuw ontwikkelde de stad zich samen met de inmiddels eraan vastgegroeide voorstadgemeentes Altdorf, Ergolding en Kumhausen, respectievelijk 11.000, 13.000 en 6.000 inwoners, tot een agglomeratie met ruim 100.000 inwoners.

## Bezienswaardigheden, evenementen, toerisme

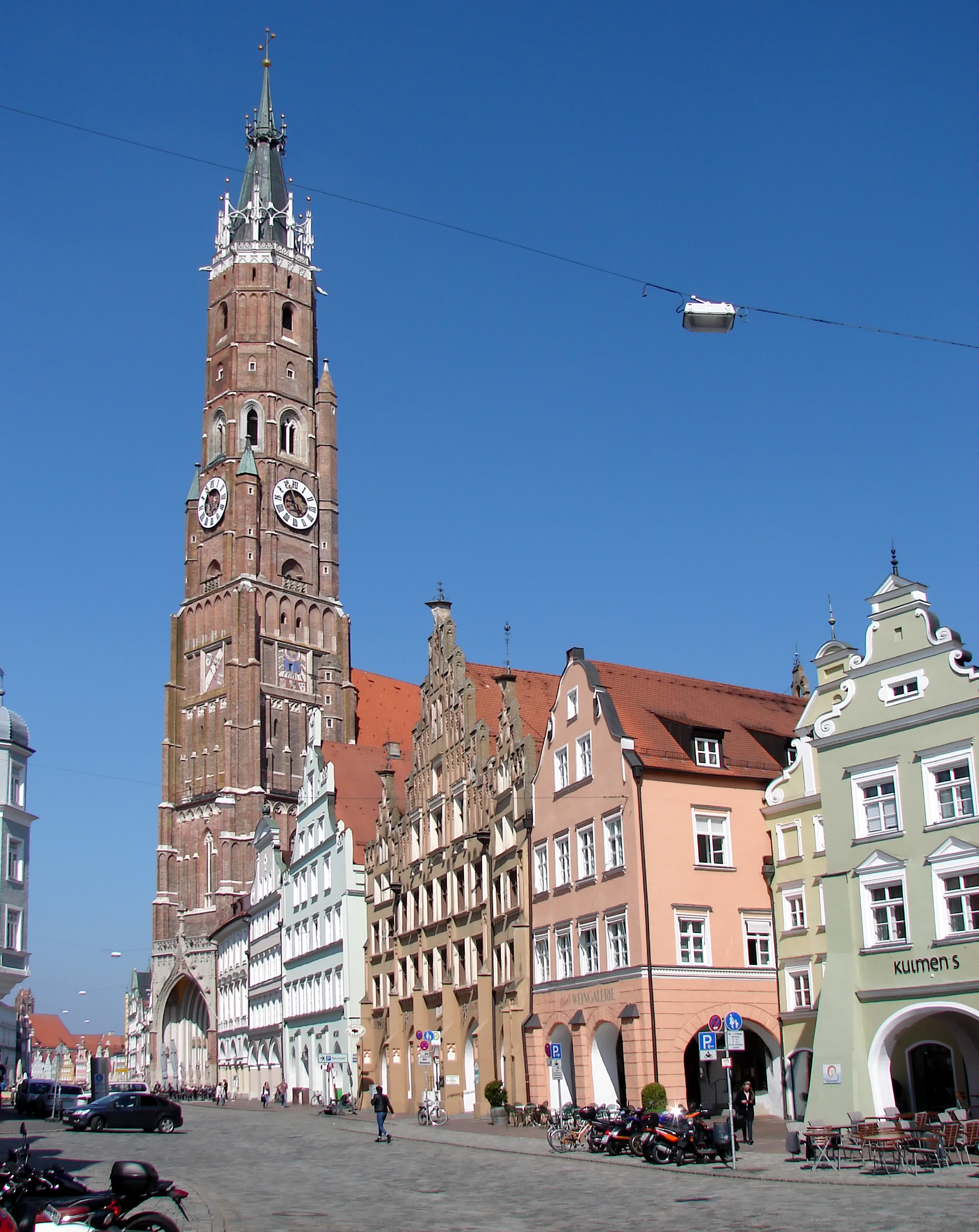
Toren St.-Martinuskerk
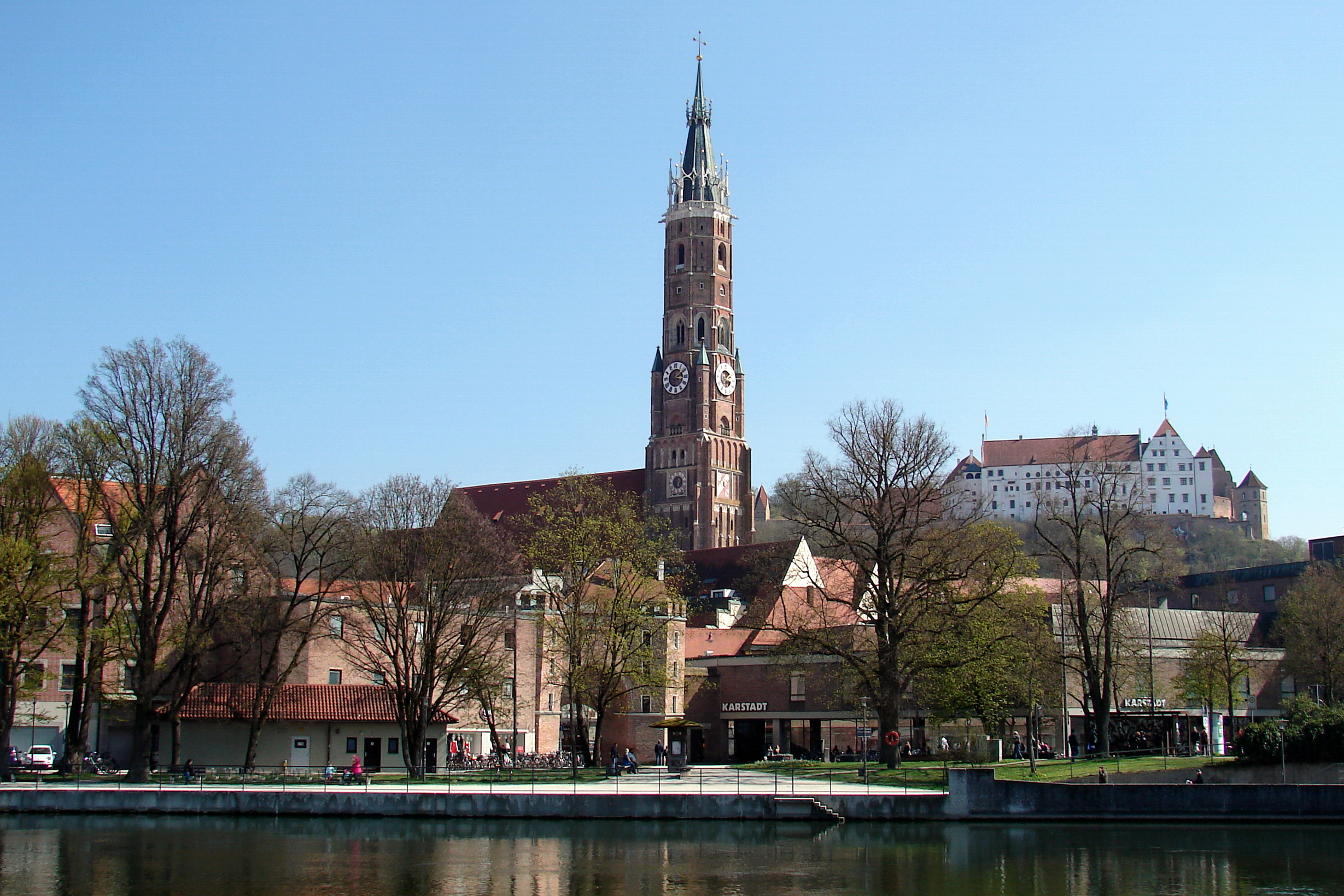
Gezicht op Landshut
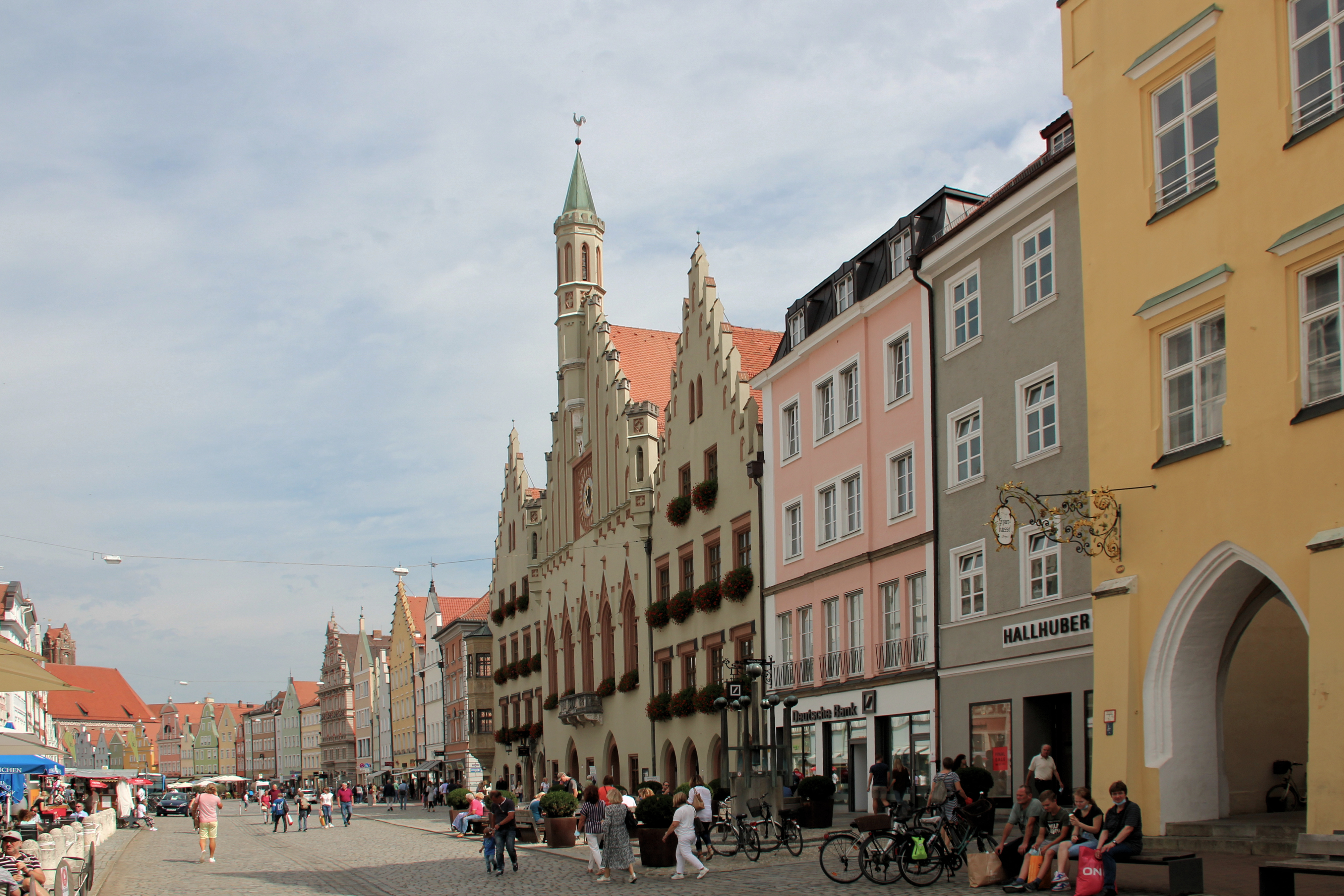
Stadsplein Altstadt; rechts, met het torentje, het stadhuis
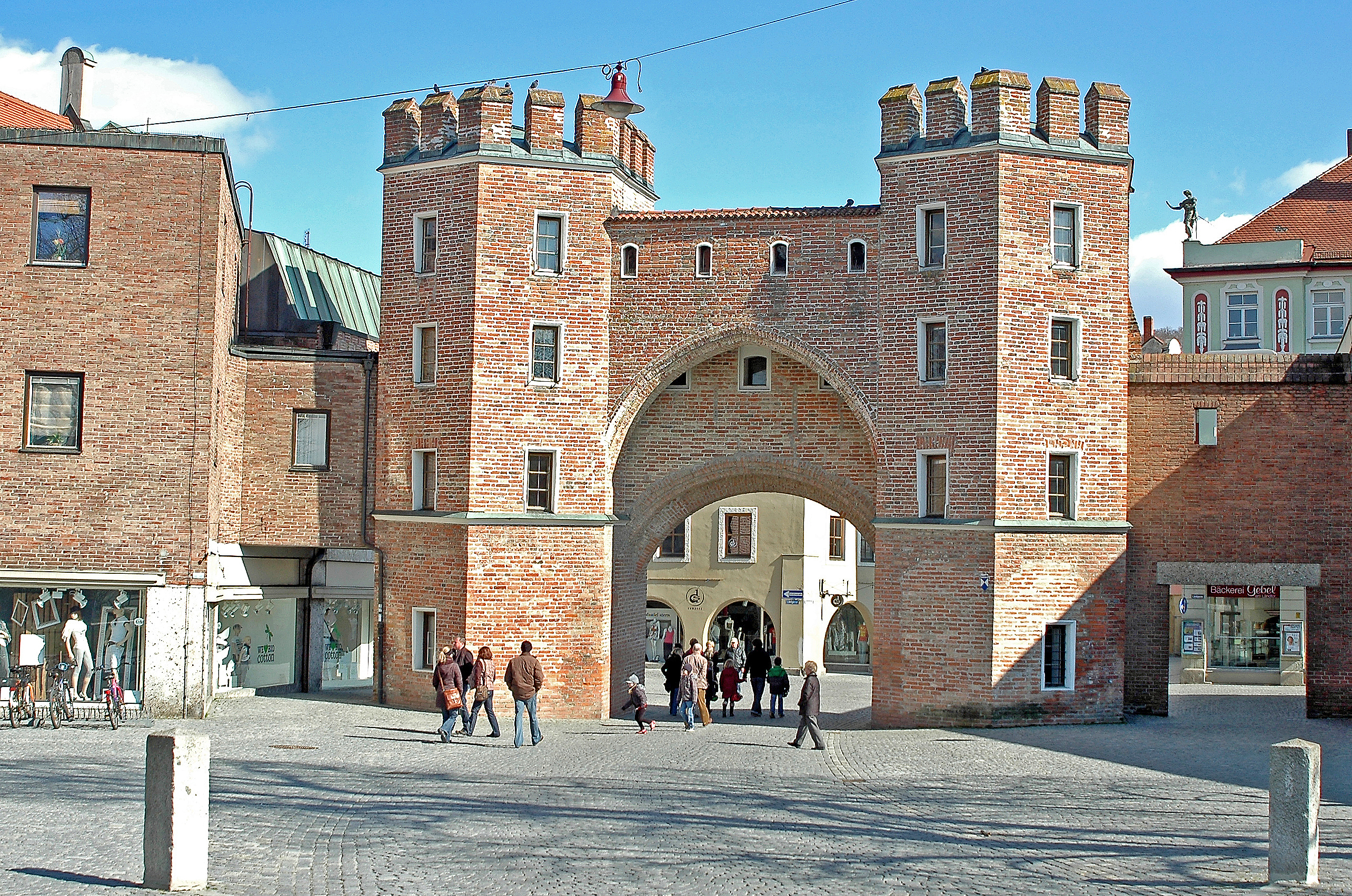
Stadspoort Ländtor
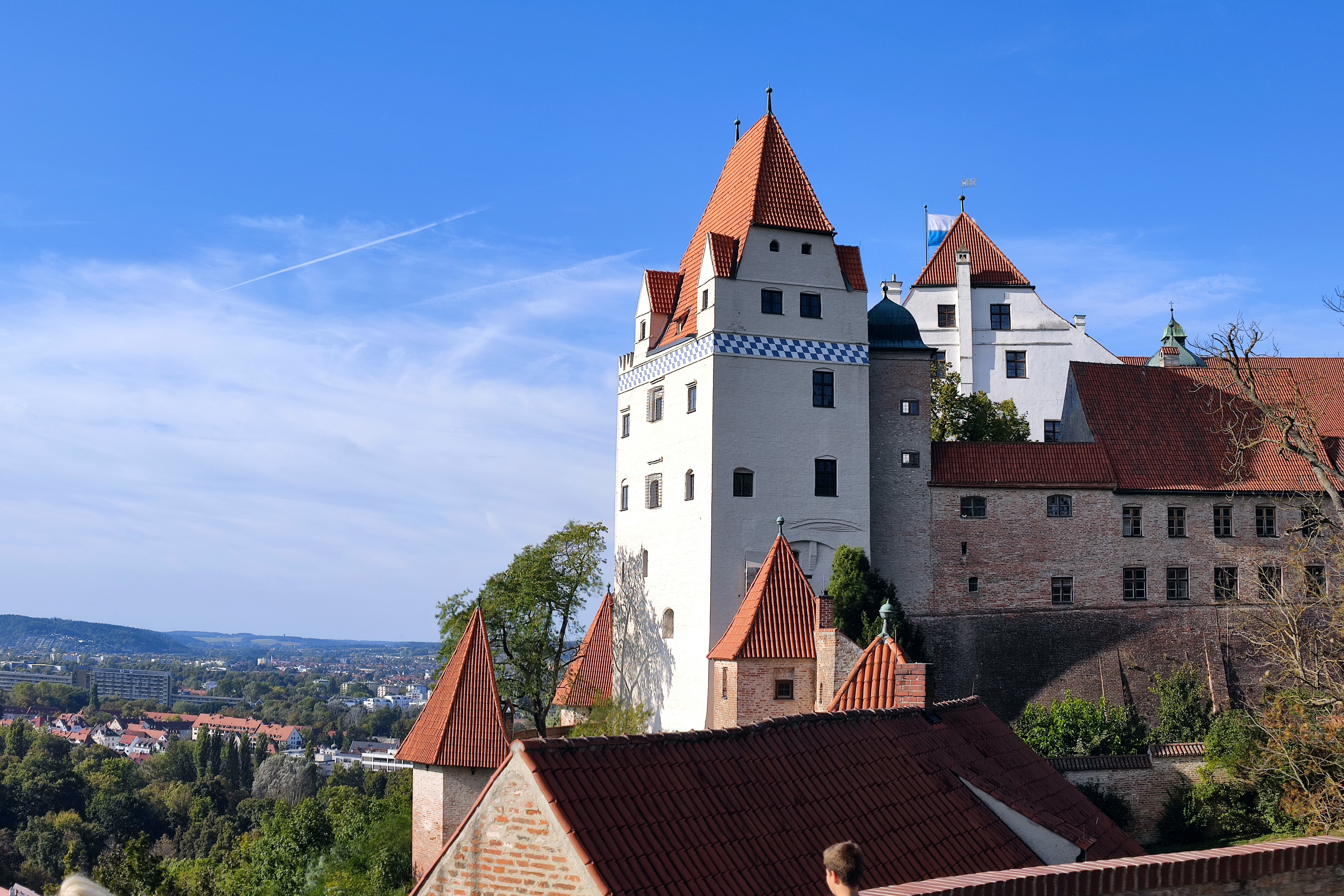
Kasteel Trausnitz (1)
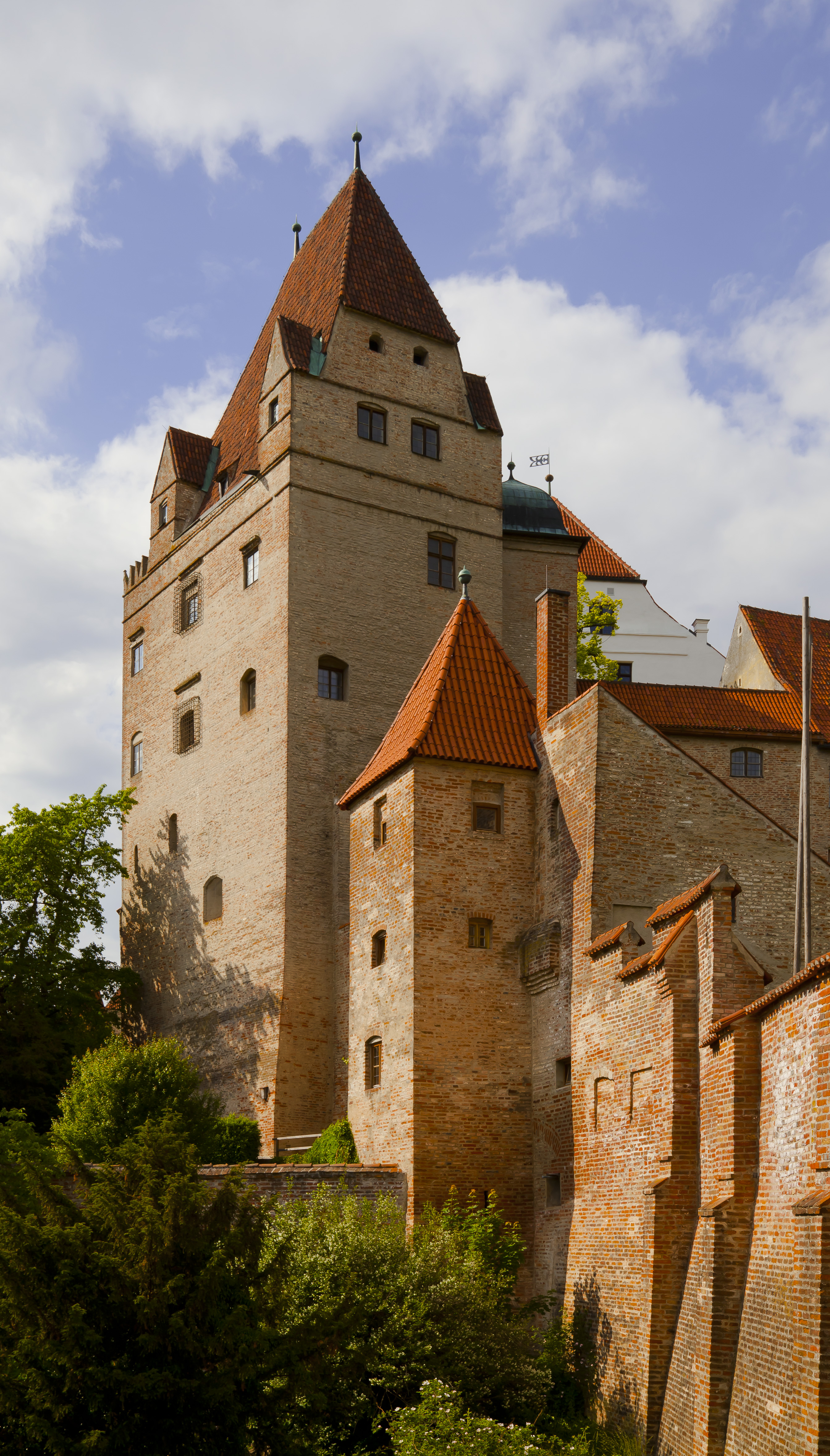
Kasteel Trausnitz (2)
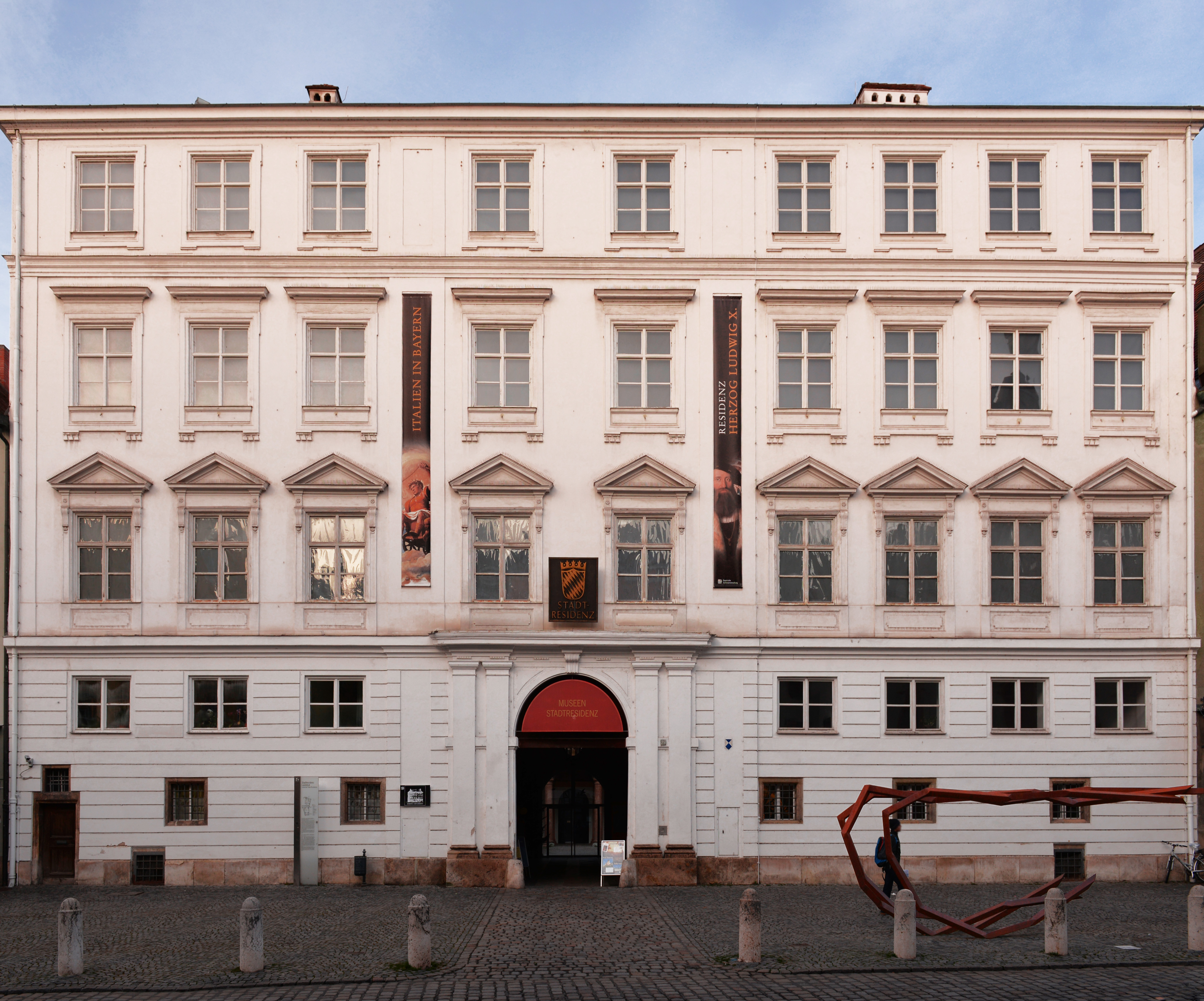
De Stadtresidenz
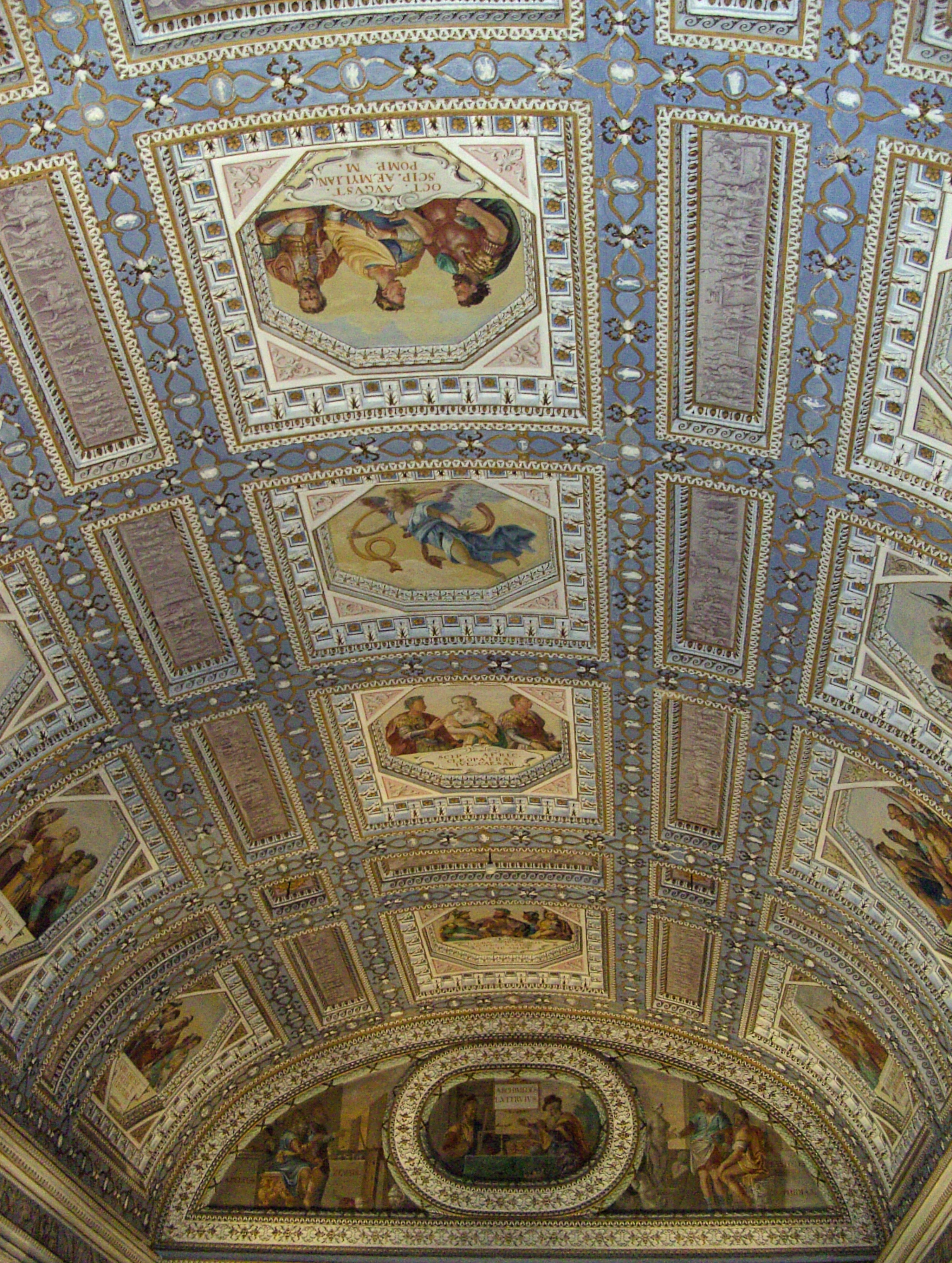
Cassettenplafond in de Italiaanse zaal van dit paleis
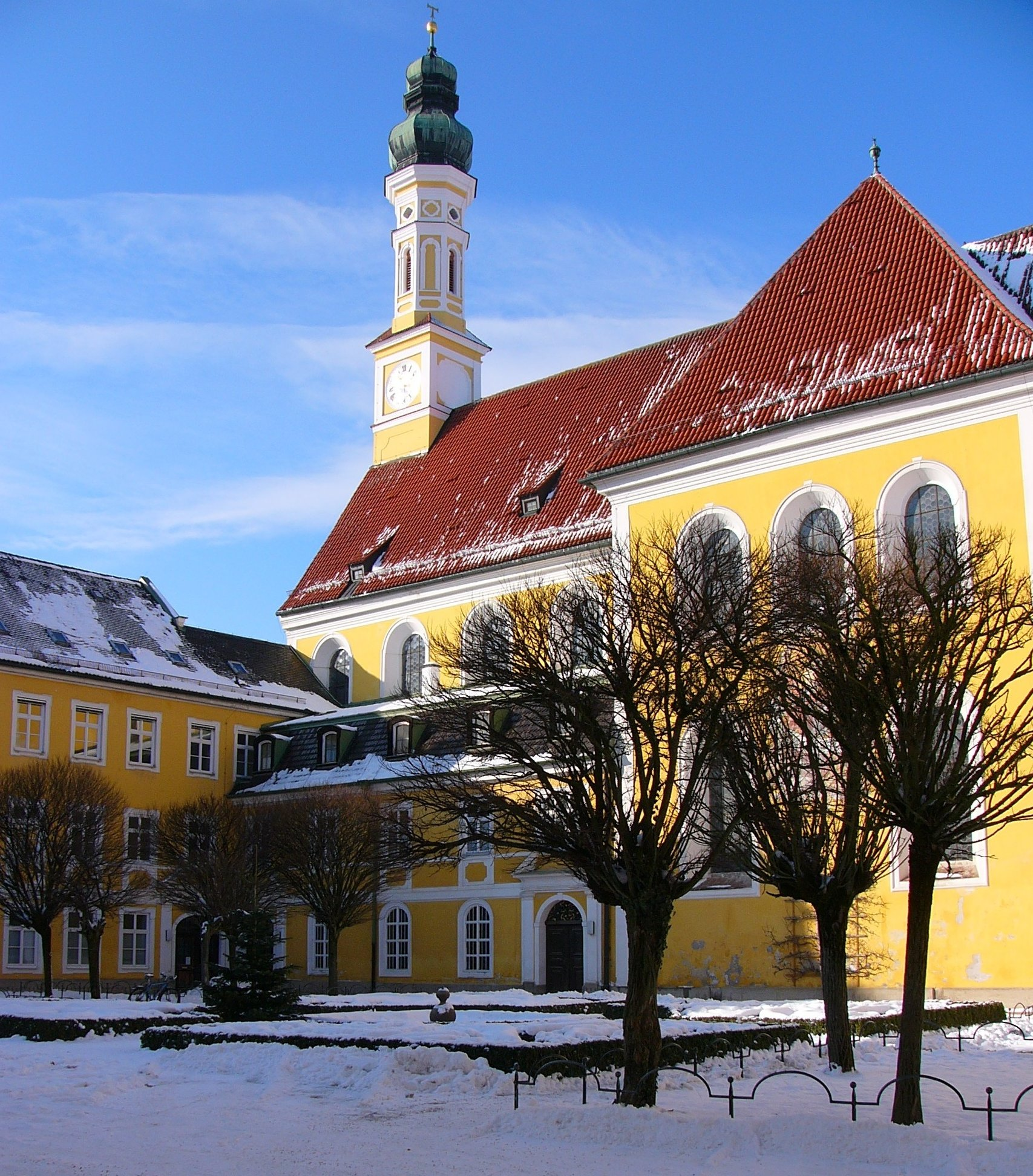
Binnenplaats Klooster Seligenthal
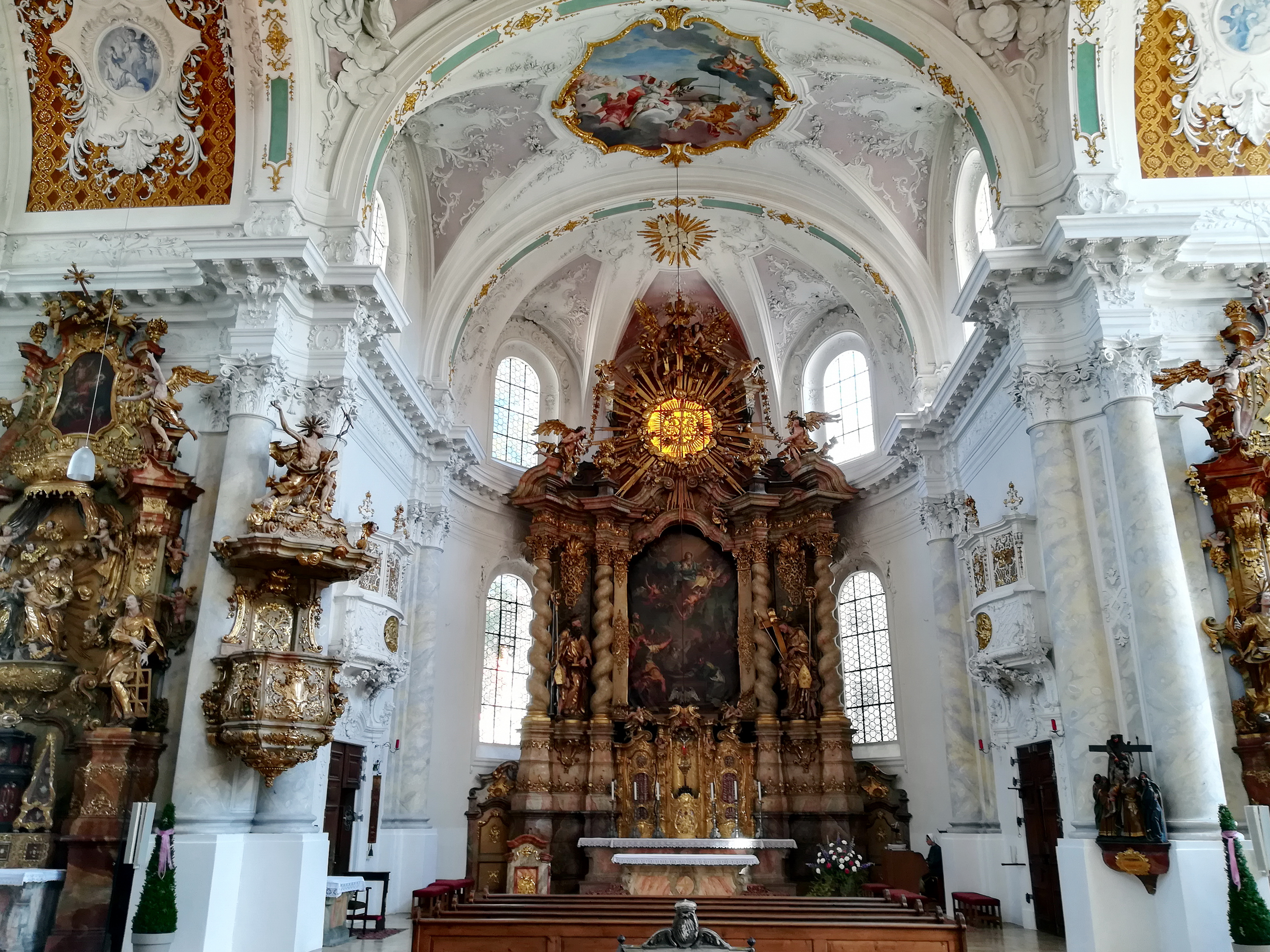
Interieur kloosterkerk Seligenthal
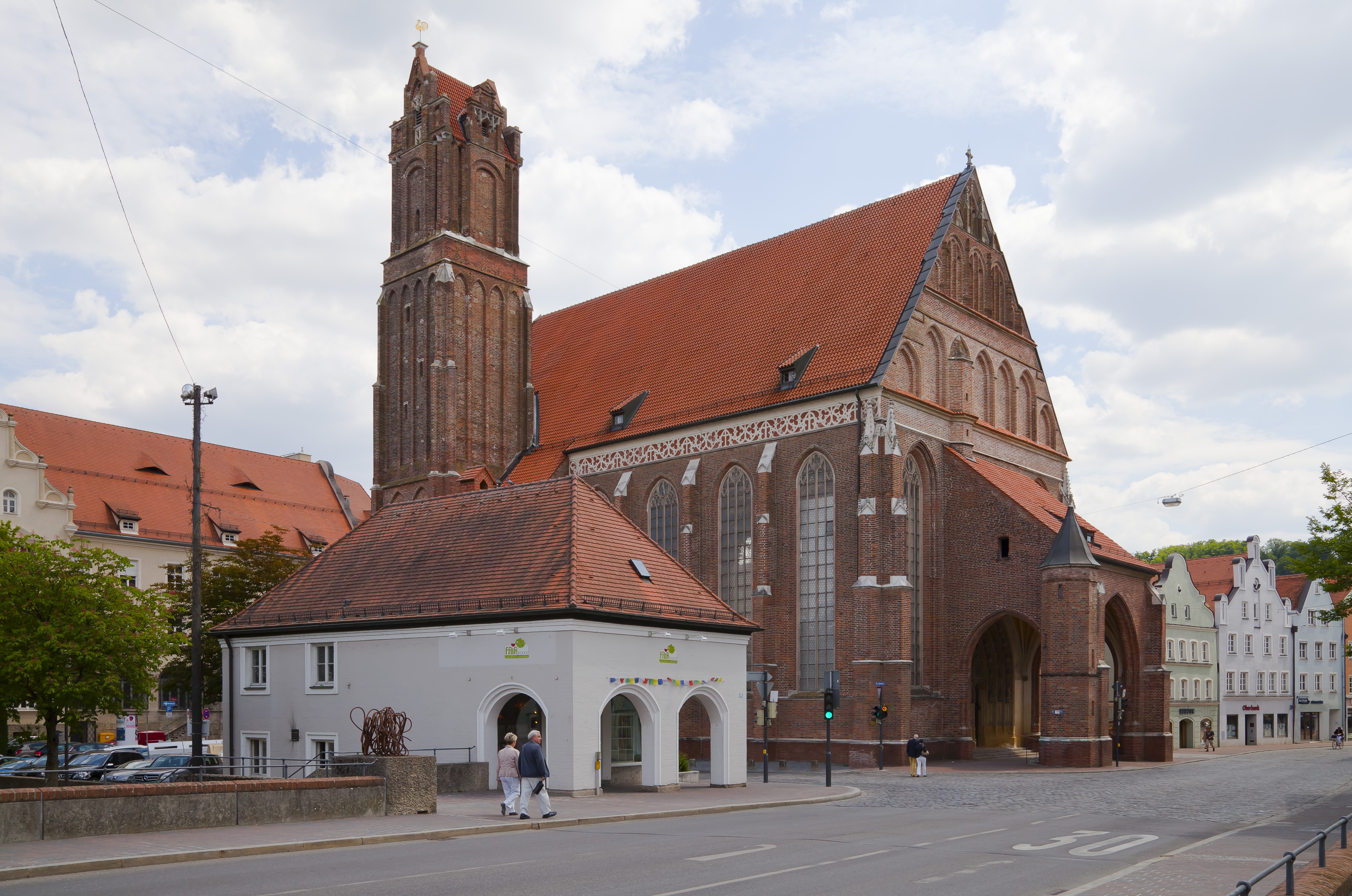
Heilig-Geestkerk
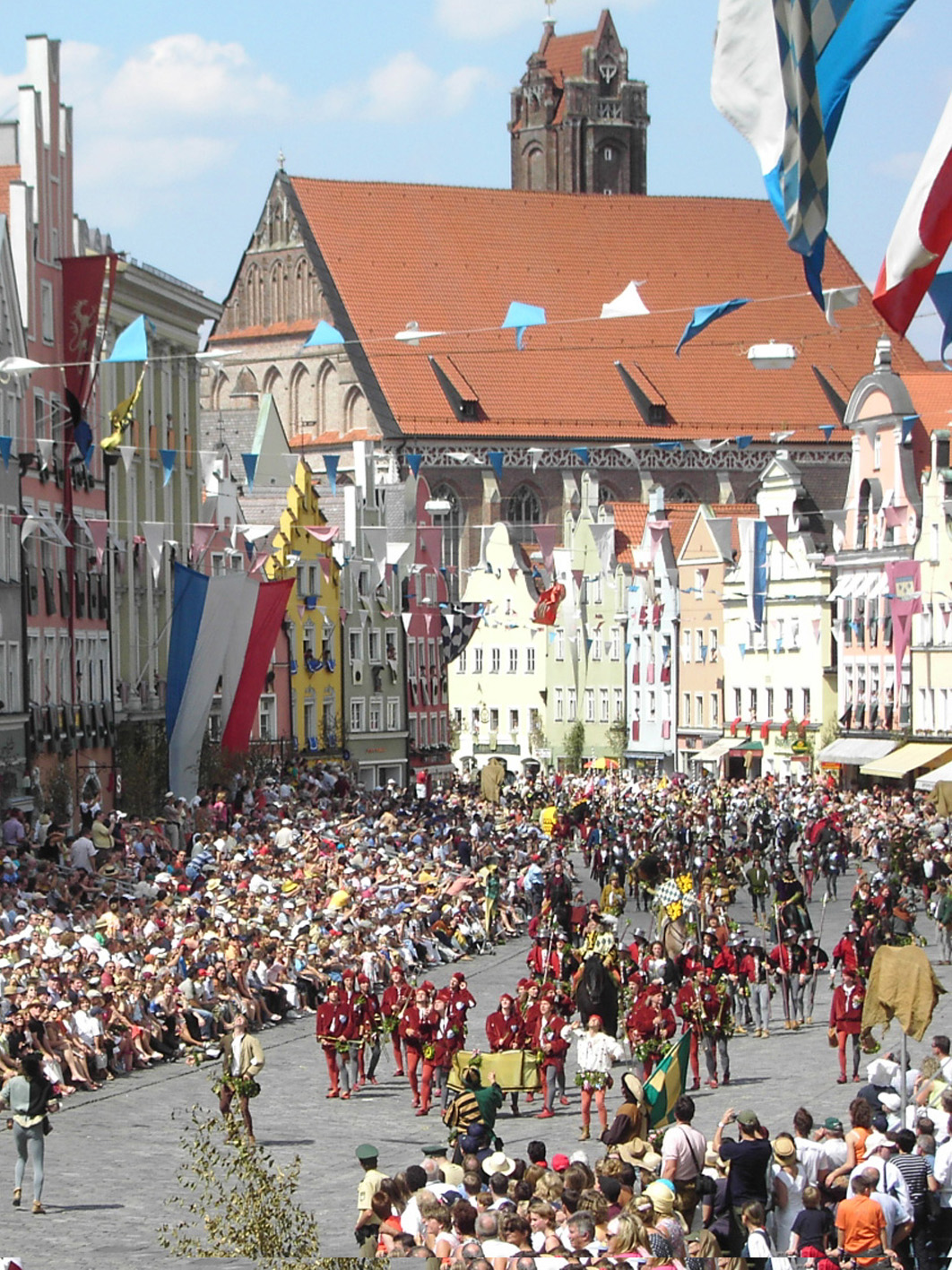
Optocht Landshuter Hochzeit (1) ter hoogte van de H. Geestkerk
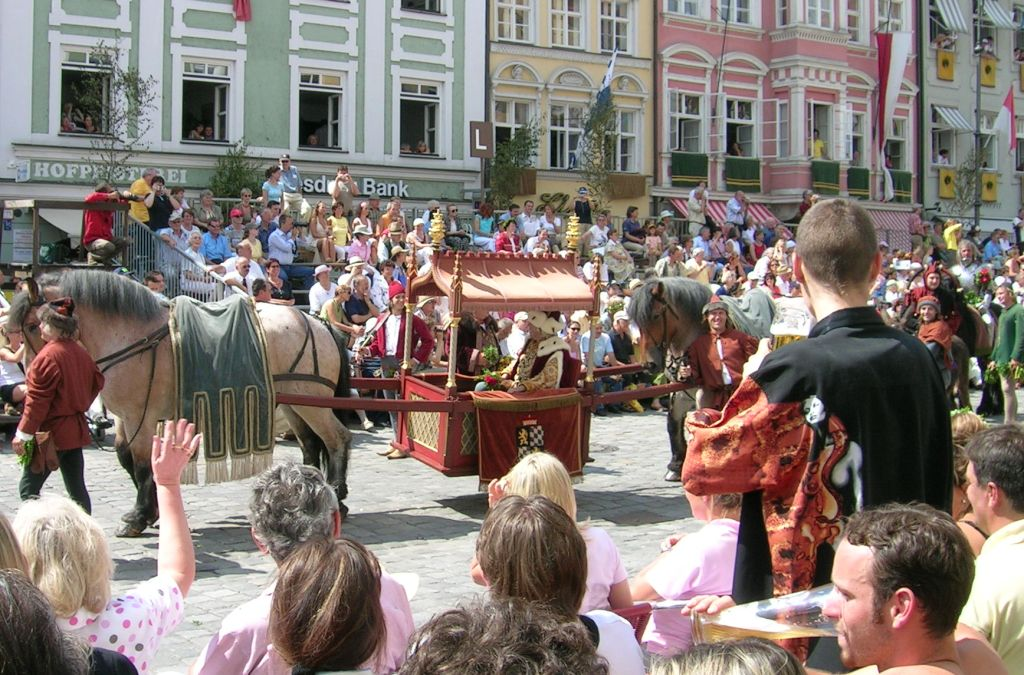
Optocht Landshuter Hochzeit (2)
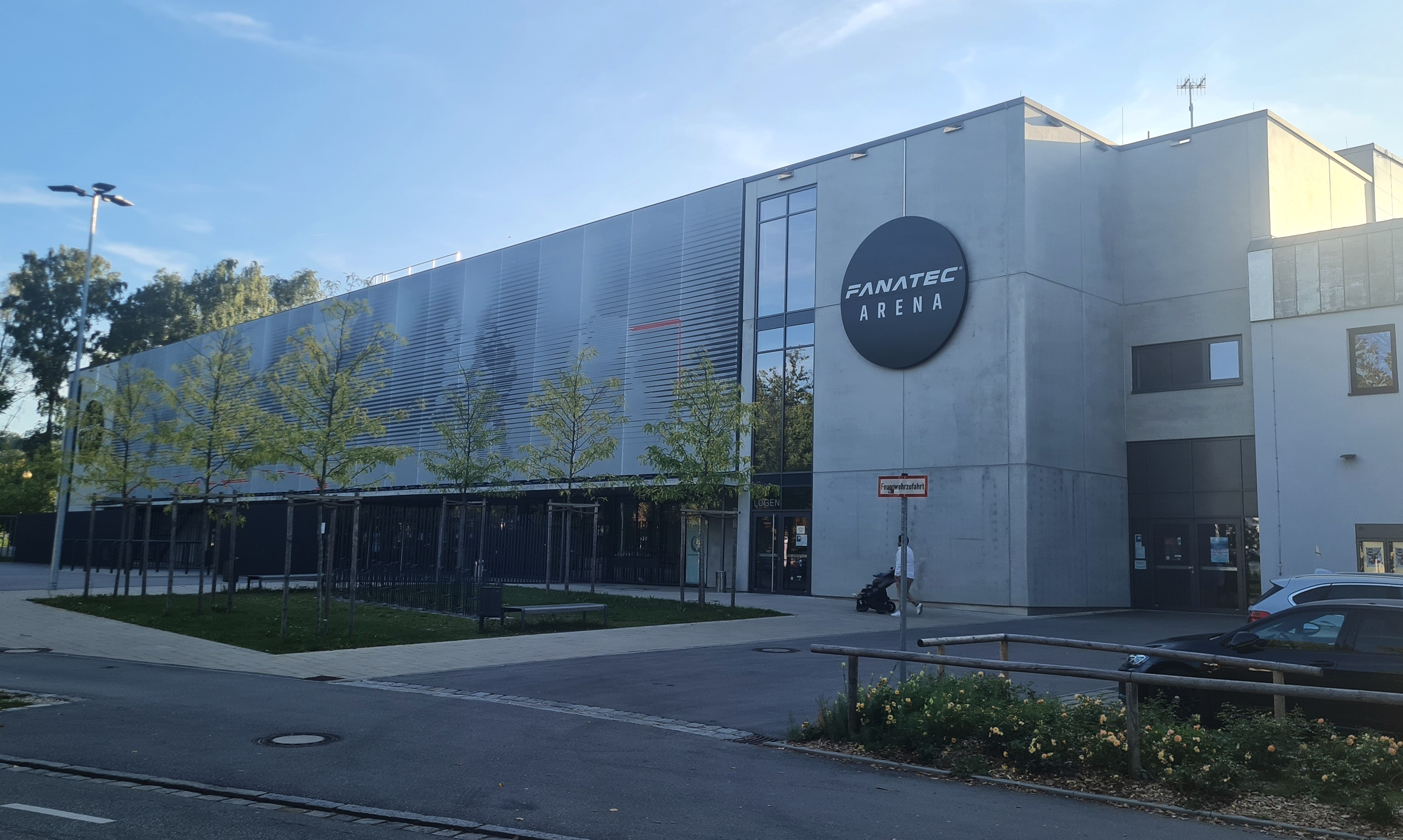
IJshockeystadion Fanatec-Arena
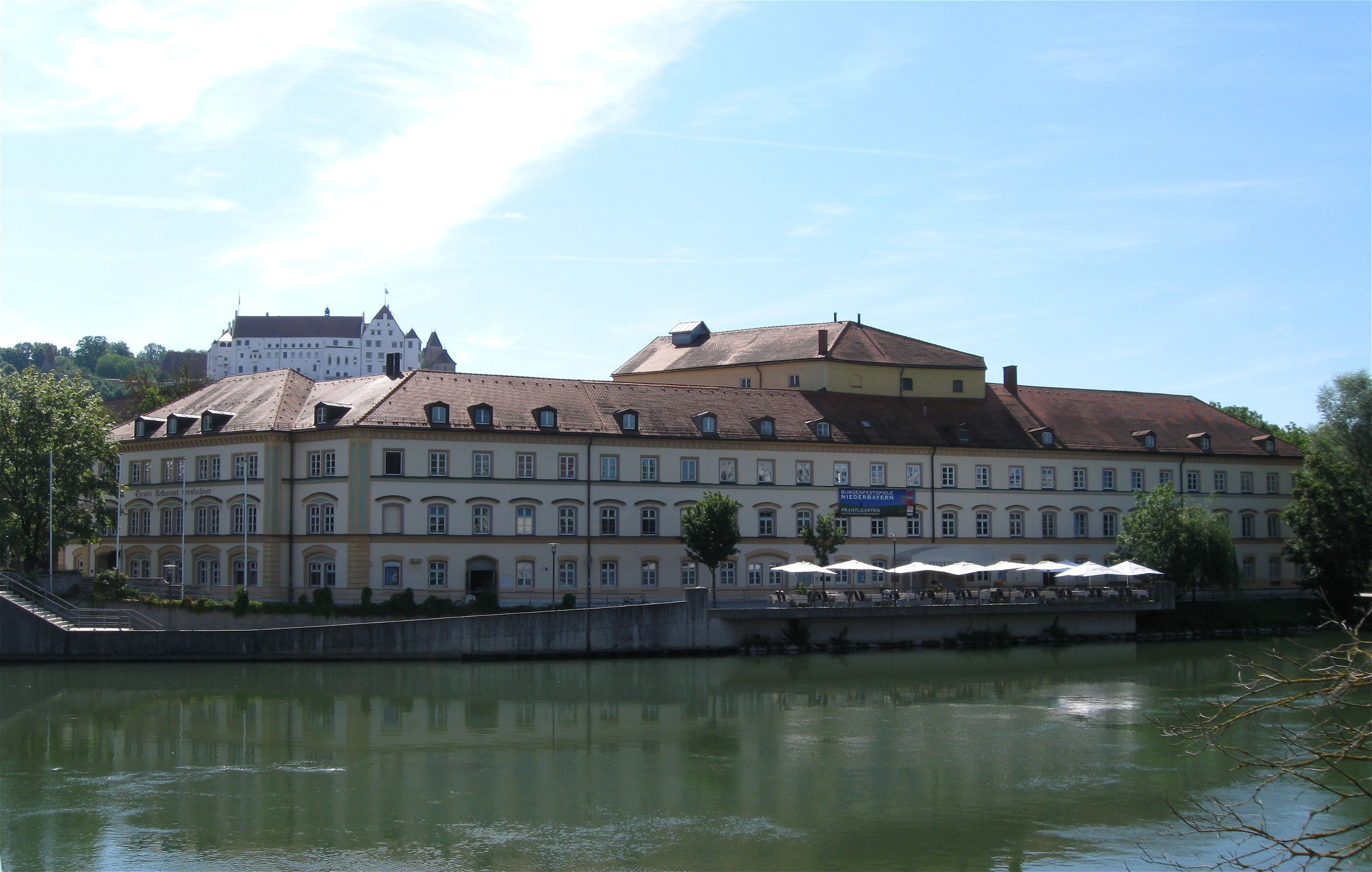
Schouwburg Landestheater Niederbayern

- Drieschepige, gotische Sint-Martinuskerk (1389-1500)
- De kloosterkerk van klooster Seligenthal met haar barok/rococo interieur behoort tot de kunsthistorisch belangrijkste 18e-eeuwse godshuizen van geheel Beieren. Voor een zeer uitvoerige, Duitstalige beschrijving hiervan wordt verwezen naar onderstaande link.
- De stad bezit nog verscheidene andere, kunsthistorisch of architectonisch interessante, rooms-katholieke kerkgebouwen.
- Langgerekt stadsplein Altstadt met talrijke statige huizen uit de 15e en 16e eeuw
- Kasteel Trausnitz, waarvan de oudste gedeeltes uit de 13e eeuw dateren
- Stadspaleis Stadtresidenz  in renaissancestijl (1536-1543) met stedelijk museum; anno 2024 wegens verbouwing tijdelijk gesloten.
- Eens in de vier jaar, o.a. in 2023, werd en wordt in Landshut de bruiloft nagespeeld, die in 1475 in de stad plaatsvond tussen hertog Georg en prinses Hedwig (1457-1505), dochter van Casimir IV van Polen. Dit is een groots historisch spektakel, waarbij duizenden mensen (aan wie de voorwaarde wordt gesteld, dat zij in Landshut wonen) in historische middeleeuwse kledij door Landshut paraderen. Bijzonder is, dat kandidaat-deelnemers gedurende enige maanden hun haar niet laten afknippen; lang haar, voor vrouwen tot op de schouders en voor mannen tot over de oren, behoort namelijk tot de historische dress code van de optocht. Hoewel de originele bruiloft in november 1475 plaatsvond, wordt de Landshuter Hochzeit 's zomers gehouden. De grote optocht vindt vier maal, op aaneensluitende zondagen, plaats. Het feest wordt door de Duitse regering als immaterieel cultureel erfgoed van nationale betekenis beschouwd.
- Tweejaarlijks wordt een festival voor Oude Muziek gehouden, met de naam Landshuter Hofmusiktage.

## Sport
- De meest populaire sport in Landshut is ijshockey. De plaatselijke ijshockeyclub, de EV Landshut, speelde in 2023 op het tweede niveau van Duitsland. Het ijshockeystadion van de stad heette in 2023 de Fanatec-Arena en kon ruim 4.400 toeschouwers onderbrengen. Het stadion wordt ook voor kunstrijden gebruikt. Zeker enige tientallen inwoners van Landshut hebben het in de ijshockeysport tot het hoogste niveau van Duitsland gebracht.
- De motorsport speedway is eveneens populair. Landshut beschikt over een stadion voor deze sport met de naam Speedwaystadion Landshut-Ellermühle (OneSolar-Arena).
- De grootste plaatselijke voetbalclub is de SpVgg Landshut, die in 2023 echter slechts op een bescheiden niveau speelde.

## Bekende personen in relatie tot de gemeente

### Geboren in Landshut
- Elisabeth van Beieren (1227-1273), Rooms-Duits koningin
- Konradijn of Koenraad (Burg Wolfstein[7] (bij Landshut), 25 maart 1252 – Napels, 29 oktober 1268), laatste mannelijke telg uit het vorstengeslacht Hohenstaufen.
- Hertog Lodewijk III van Beieren (1269-1296)
- Hertog Stefanus I van Beieren (1271-1310)
- Hertog Meinhard III van Tirol (1344-1363)
- Elisabeth van Beieren (1383-1442), keurvorstin van Brandenburg
- Willem V (1548-1626), hertog van Beieren
- Hertog Pius August in Beieren (Landshut, 1 augustus 1786 – Bayreuth, 3 augustus 1837)
- Ludwig Feuerbach (1804-1872), filosoof
- Max Slevogt (1868-1932), kunstschilder en illustrator
- Georg Heise (9 april 1874 in Landshut- 30 maart 1945 in Kassel), ingenieur en belangrijk ontwerper van locomotieven
- Willi Geiger (geb. 27 augustus 1878 in Schönbrunn, tegenwoordig gemeente Landshut, overl. 11 februari 1971 in München) schilder, graficus; vader van Rupprecht Geiger
- Rudolf Ismayr (1908-1998), gewichtheffer (Olympisch goud in 1932)[8]
- Theodor Grädler (geb. in 1921), van 1969-1989 regisseur van o.a. bekende detectives, waaronder talrijke Krimis als Der Alte, Derrick enz.
- Roman Herzog (1934-2017), bondspresident van Duitsland (1994-1999)
- Gerd Truntschka (1958), ijshockeyer (midvoor), één der beste Duitse ijshockeyers in de geschiedenis, 215 x Duits international
- Wolfgang Stark (1969), voetbalscheidsrechter
- Manuel Baum (1979), voetballer
- Stefan Reisinger (1981), voetballer
- Annette Dytrt of Dytrtova (1983), kunstschaatsster
- Martin Nörl (1993), snowboarder
- Sebastian Maier (1993), voetballer
- Marin Pongračić (1997), Kroatisch voetballer

### Overigen
- Ludmilla van Bohemen (plm. 1170; - 4 augustus 1240 in Landshut) prinses van Bohemen, door huwelijk later hertogin van Beieren; stichteres van het belangrijke klooster Seligenthal
- Lodewijk I van Beieren bijgenaamd de Kelheimer (Kelheim, 23 december 1173 - aldaar, 15 september 1231) hertog van Beieren en paltsgraaf aan de Rijn; stichter van de stad Landshut.
- Otto II van Beieren (Kelheim, 7 april 1206 - Landshut, 29 november 1253), hertog van Beieren en paltsgraaf aan de Rijn.
- Stefanus II van Beieren (?, 1319 - Landshut, 1375) hertog van Neder-Beieren
- Johan I van Beieren, (29 november 1329 - Landshut, 20 december 1340), hertog van Neder-Beieren.
- Hendrik XVI van Beieren, (kasteel Burghausen, 1386 - kasteel Trausnitz in Landshut, 30 juli 1450), hertog van het deelhertogdom Beieren-Landshut
- Lodewijk IX van Beieren bijgenaamd de Rijke (Burghausen, 23 februari 1417 – Landshut, 18 januari 1479), hertog van Beieren-Landshut[9]
- George van Beieren (1455-1503), hertog van Beieren-Landshut, bekend om zijn bruiloft te Landshut in 1475, zie hierboven; overleden te Ingolstadt, begraven in klooster Seligenthal te Landshut
- Ruprecht van de Palts (1481-1504), elect-bisschop van Freising, overleed te Landshut
- Hertog Lodewijk X van Beieren (Grünwald, 18 september 1495 — Landshut, 22 april 1545)
- Johann von Aldringen (Thionville, 10 december 1584 of 1588 - Landshut, 22 juni 1634), berucht bevelhebber van het leger van de Katholieke Liga tijdens de Dertigjarige Oorlog.
- Fritz Koenig (Würzburg, 20 juni 1924 - Landshut, 22 februari 2017), beeldhouwer.
- Erich Kühnhackl (* 17 oktober 1950 in Citice, Tsjechië), beroemd ex-ijshockeyspeler (veelvoudig Duits international) en -trainer, speelde jarenlang in Landshut en is (anno 2023) inwoner van Landshut.

## Partnersteden
- Elgin (Schotland), sinds 1956
- Compiègne (Frankrijk), sinds 1962
- Ried im Innkreis (Oostenrijk), sinds 1974
- Schio (Italië), sinds 1981
- Sibiu (Roemenië), sinds 2002